# Теорема Шеннона — Хартли
Теорема Шеннона — Хартли (формула Шеннона) в теории информации — формула, связывающая пропускную способность канала c аддитивным белым гауссовым шумом с шириной полосы пропускания канала и отношением сигнал-шум. Названа в честь Клода Шеннона и Ральфа Хартли. Была доказана Клодом Шенноном в 1948 году.

## Утверждение теоремы
Теорема Шеннона — Хартли утверждает, что пропускная способность непрерывного канала {\displaystyle C} c аддитивным белым гауссовым шумом связана с шириной полосы пропускания канала и отношением сигнал-шум по формуле:
{\displaystyle C=\Delta F\log _{2}(1+{\frac {P_{s}}{P_{n}}}),}
где
{\displaystyle C} — пропускная способность канала, бит/с;
{\displaystyle \Delta F} — полоса пропускания канала, Гц;
{\displaystyle P_{s}} — средняя мощность сигнала в полосе в полосе {\displaystyle \Delta F}, Вт;
{\displaystyle P_{n}=N_{0}\Delta F} — мощность шума в полосе {\displaystyle \Delta F}, Вт, {\displaystyle N_{0}} — спектральная плотность мощности шума;
{\displaystyle {\frac {P_{s}}{P_{n}}}} — отношение мощности сигнала к мощности шума.
Клод Шеннон утверждал, что эта формула означает, что с помощью достаточно сложных систем кодирования можно передавать двоичные знаки со скоростью {\displaystyle C} при сколь угодно малой частоте ошибок. Невозможно передавать с большей скоростью при любой системе кодирования без того, чтобы частота ошибок не была бы положительна. Для достижения этой предельной скорости передаваемые сигналы должны быть близки по своим статистическим свойствам к белому шуму. При этом длительность сигнала должна быть достаточно большой.
При этом даже бесконечное увеличение полосы {\displaystyle \Delta F} не приводит к бесконечному росту пропускной способности {\displaystyle C}:
{\displaystyle C_{\infty }=\lim _{\Delta F\to \infty }C=\lim _{\Delta F\to \infty }\Delta F\cdot \log _{2}e\cdot \ln \left(1+{\frac {P_{s}}{N_{0}\Delta F}}\right)=\lim _{F\to \infty }\Delta F\cdot {\frac {P_{s}}{N_{0}\Delta F}}\log _{2}e={\frac {P_{s}}{N_{0}}}\log _{2}e\approx {\frac {P_{s}}{N_{0}}}\cdot 1,443} бит/с.
Пропускная способность непрерывного канала с шумом, отличным от гауссова, или с шумом, энергетический спектр которого неравномерен в полосе пропускания канала, оказывается больше вычисленной по формуле Шеннона — Хартли.

## Граница Шеннона

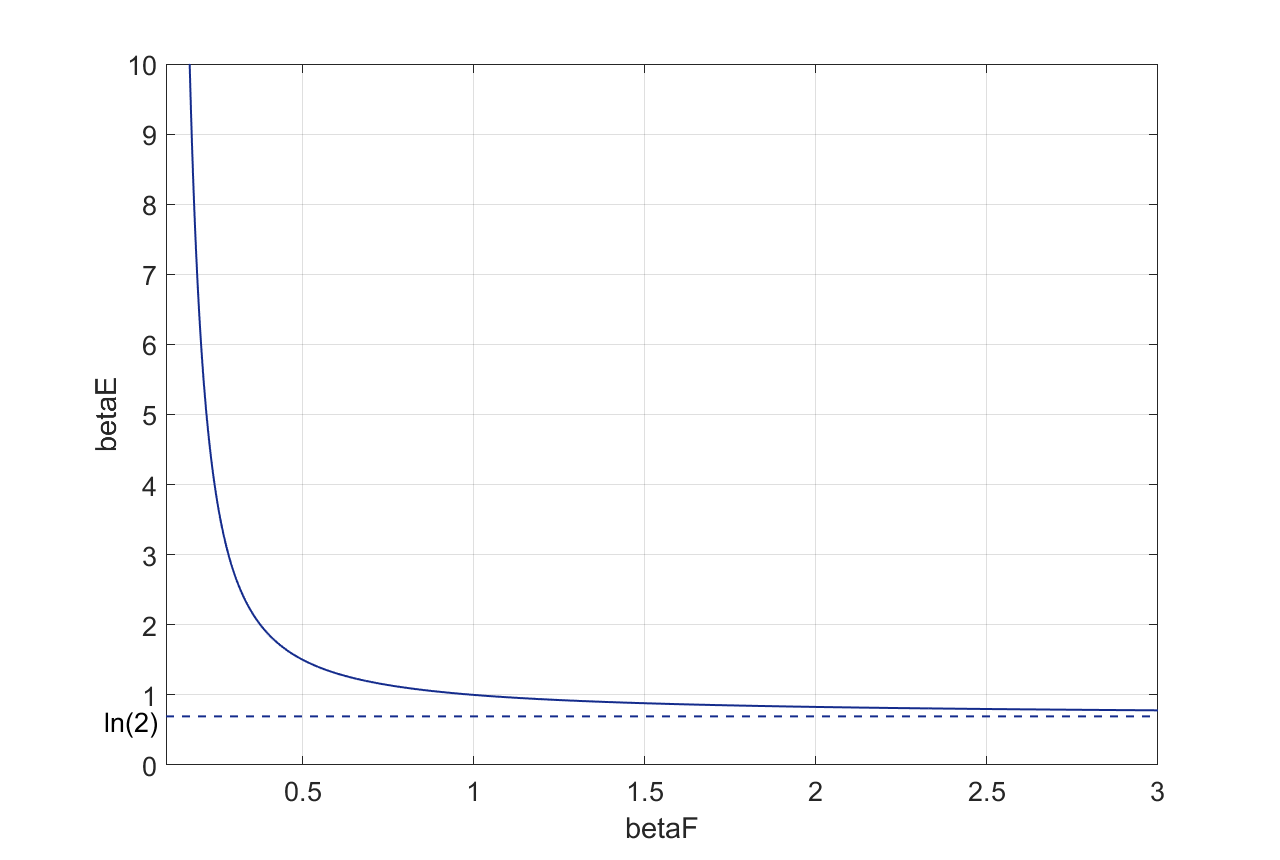
Граница Шеннона

Формулу Шеннона — Хартли можно переписать в виде, получив формулу, называемую границей Шеннона:
{\displaystyle \beta _{E}=(2^{1/\beta _{F}}-1)\beta _{F}},
где 
{\displaystyle \beta _{E}={\frac {E_{b}}{N_{0}}}={\frac {P_{s}}{P_{n}}}{\frac {\Delta F}{R}}} — удельные энергетические затраты, {\displaystyle E_{b}} — энергия сигнала, затрачиваемая на передачу одного бита информации, {\displaystyle N_{0}} — спектральная плотность мощности шума, {\displaystyle R} — скорость создания информации (при равновероятных и независимых символах источника).
{\displaystyle \beta _{F}={\frac {\Delta F}{C}}} — удельные затраты полосы частот.
Так как по условию теоремы Шеннона для канала с шумом для безошибочного воспроизведения сообщений необходимо выполнение условия {\displaystyle R<C}, то удельные энергетические затраты должны удовлетворять следующему неравенству:
{\displaystyle \beta _{E}>(2^{1/\beta _{F}}-1)\beta _{F},}
то есть величина {\displaystyle \beta _{E}} должна быть выше границы Шеннона.
При величине {\displaystyle \beta _{F}\rightarrow \infty } минимально возможное значение {\displaystyle \beta _{E}=\ln(2)=0.693}, называемое пределом Шеннона. Таким образом, величина удельных энергетических затрат для канала с АБГШ, даже при {\displaystyle \beta _{F}\rightarrow \infty }, должна превосходить значение {\displaystyle \ln(2)}.